# 소나라 (춘추전국)
소(蕭) 나라는 중국의 춘추전국시대 송나라 인근에 존재했던 나라로 현재 강소성 서주에서 멀지 않은 안휘성 소현에 있었을 것으로 추정된다. 춘추좌전과 사마천의 사기 송미자세가 편에 송 민공 시절 남궁만이 난리를 일으켰을 때에 여러 공자들이 송나라로 도망가서 소나라의 공자들과 함께 남궁만의 동생 남궁우를 죽이고, 남궁만이 세운 새 임금도 죽인 후, 민공의 아들 어설을 임금으로 세웠다는 기록이 있다. 이로 미루어 보아 소나라는 송나라의 속국으로 긴밀한 관계를 가졌던 것으로 보인다.
초나라가 필의 싸움을 마무리한 해 겨울에 소나라를 공격하였다. 송나라의 화초가 채나라 군사들을 데리고 장왕의 공격에 방어를 하였으나, 수성에 실패하여 초나라에 병합되었다.